# Aleksandra Englisz-Krzyżanowska

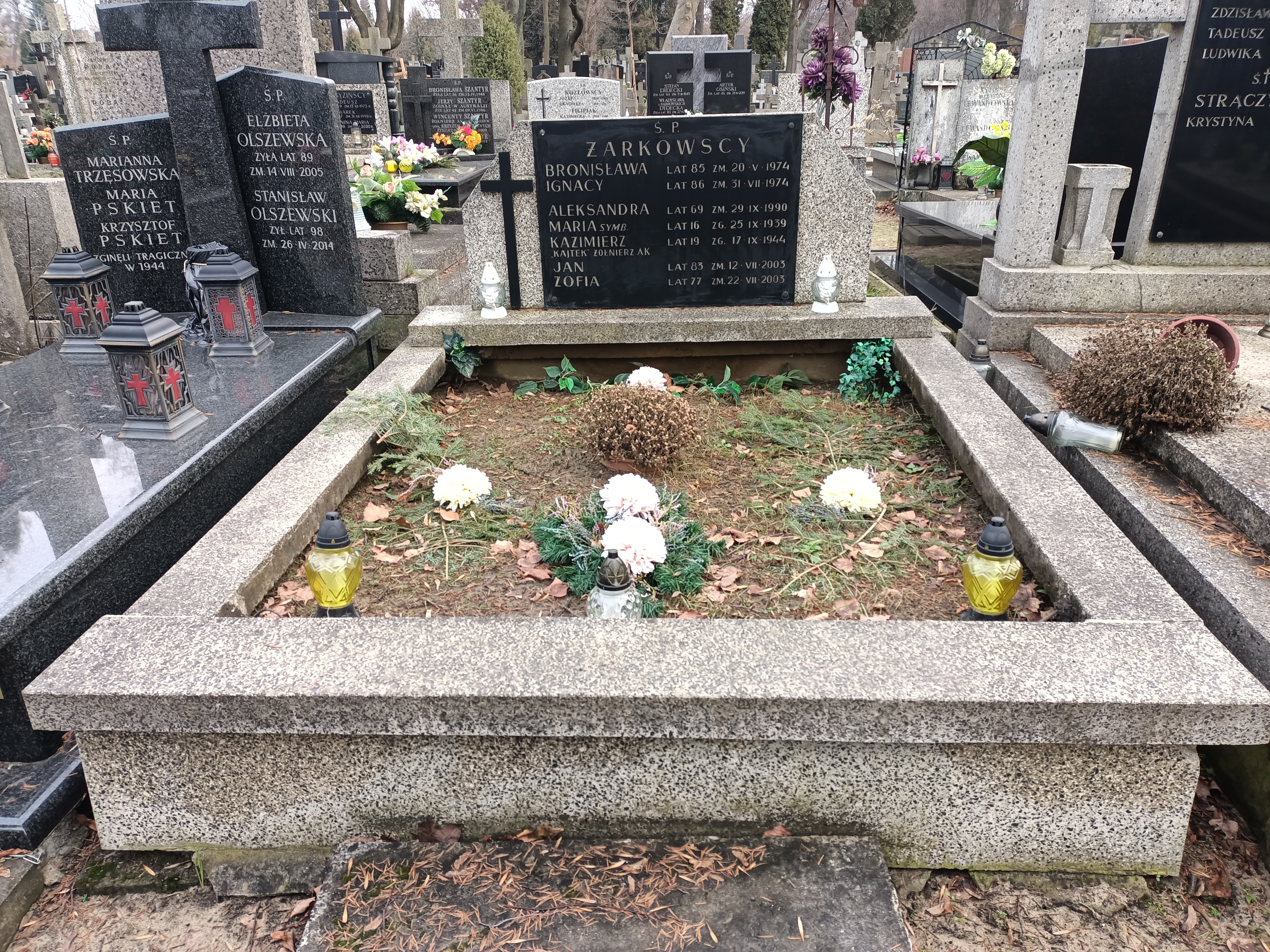
Nagrobek Aleksandry Englisz-Krzyżanowskiej na Cmentarzu Bródnowskim w Warszawie

Aleksandra Englisz-Krzyżanowska, z d. Żarkowska (ur. 18 grudnia 1920 w Warszawie, zm. 29 września 1990) – polska siatkarka, medalistka mistrzostw świata i Europy.

## Kariera sportowa
Była zawodniczką Polonia Warszawa, AZS Warszawa i Spójni Warszawa. W reprezentacji Polski w siatkówce debiutowała w historycznym, pierwszym meczu tej drużyny – 14 lutego 1948 z Czechosłowacją. Zdobyła wicemistrzostwo świata w 1952 i trzy medale mistrzostw Europy – brązowy w 1949 i srebrny w 1950 i 1951. Ostatni raz wystąpiła w reprezentacji Polski 7 września 1952 w towarzyskim spotkaniu z Czechosłowacją. Łącznie w drużynie narodowej wystąpiła 48 razy.
Dwukrotnie zdobyła mistrzostwo Polski (1947 i 1948 z AZS) raz wicemistrzostwo Polski (1952 ze Spójnią).
Pochowana na cmentarzu Bródnowskim w Warszawie (kwatera 92A-4-15).